# (4946) Ascalaphe
(4946) Ascalaphe, désignation internationale (4946) Askalaphus, est un astéroïde troyen jovien.

## Description
(4946) Ascalaphe est un astéroïde troyen jovien, camp grec, c'est-à-dire situé au point de Lagrange L4 du système Soleil-Jupiter. Il présente une orbite caractérisée par un demi-grand axe de 5,320 UA, une excentricité de 0,050 et une inclinaison de 21,9° par rapport à l'écliptique.
Il est nommé en référence au personnage de la mythologie grecque Ascalaphe, acteur du conflit légendaire de la guerre de Troie.

## Compléments